# Groot Technologisch Instituut
In Nederland heeft een aantal kennisinstellingen de status van Groot Technologisch Instituut (GTI),
te weten:
- Koninklijk Nederlands Lucht- en Ruimtevaartcentrum (NLR)
- Energieonderzoek Centrum Nederland (ECN)
- Maritime Research Institute Netherlands (MARIN)
- Deltares, waarin de volgende voormalige GTI's zijn samengevoegd met delen van TNO en Rijkswaterstaat:
  - Waterloopkundig Laboratorium (WL)
  - GeoDelft (GD)

Samen met TNO zijn deze kennisinstellingen gericht op het toepasbaar maken van fundamentele kennis. Dit doen zij door onderzoek te verrichten voor — en diensten te leveren aan — overheid, bedrijfsleven en maatschappelijke instellingen. De GTI's fungeren als centrum voor technologische kennis voor bedrijven en overheid en ze ontwikkelen technologieën. Naast een directe financiering door hun opdrachtgevers, ontvangen de GTI's ook subsidie van de overheid.
Sinds 2010 werken TNO en de Grote Technologische instituten in federatief verband samen onder de noemer TO2.